# Johann Gottlieb Korn
Johann Gottlieb Korn (* 4. Oktober 1765 in Breslau, Fürstentum Breslau; † 23. August 1837 ebenda) war ein deutscher Buchhändler und Verleger.

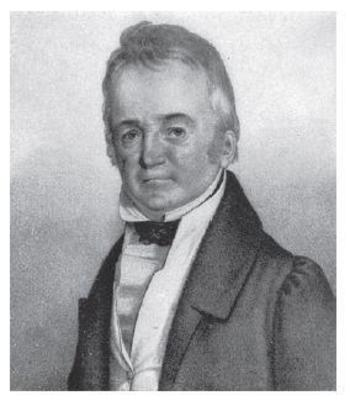
Johann Gottlieb Korn

## Leben
Johann Gottlieb Korns Eltern waren der Buchhändler und Verleger Wilhelm Gottlieb Korn und Karoline Elisabeth geb. Pfitzner, Tochter eines Breslauer Beamten. Johann Gottlieb arbeitete ab 1790 in der Verwaltung des Verlags seines Vaters, der 1809 starb. Trotz der Konkurrenz zwischen seiner Druckerei und dem Verlag Graß & Barth besaß Johann Gottlieb Korn im Jahr 1804 neun Druckereien, in denen 22 Mitarbeiter beschäftigt waren.
Nach der Übernahme des Verlages führte Johann Gottlieb das Profil des Korn-Verlages fort. Er veröffentlichte und druckte vor allem Bücher und Zeitungen in deutscher Sprache, unter anderem von seinem Großvater Johann Jacob Korn, der 1742 die Schlesische Zeitung gegründet hatte. Er pflegte gute Beziehungen zu den preußischen Behörden, ging aber auch auf die Forderung nach polnischen Veröffentlichungen ein und druckte Wörterbücher und Belletristik in polnischer Sprache, u. a. Jan Kochanowski, Stanisław Trembecki und Franciszek Karpiński, außerdem eine von Jakub Wujek übersetzte Bibel, zahlreiche Lehrbücher, Jugendbücher und Gebetbücher in polnischer Sprache.
Im Dezember 1797 heiratete Johann Gottlieb Korn die Bankierstochter Christine Dorothea Weigel (1776–1854), mit der er den Sohn Julius hatte, der ab 1829 im Verlag arbeitete. Johann Gottlieb Korn war Großvater von Heinrich von Korn (preußischer Adel 1882) und Berta Elisabeth von Schroeter. Der zweite Sohn Wilhelm Gottlieb Korn (1808–1877) wurde 1866 geadelt.

## Publikationen des Verlags Johann Gottlieb Korn (Auswahl)
- David Joachim Friedländer: Versuch einer Auflösung des Stollischen Problems. Breslau 1797
- Christian Garve: Uebersicht der vornehmsten Principien der Sittenlehre, von dem Zeitalter des Aristoteles an bis auf unsre Zeiten: Eine zu dem ersten Theile der übersetzten Ethik des Aristoteles gehörende und aus ihm besonders abgedruckte Abhandlung. Breslau 1798
- Carl Friedrich Wilhelm August Vater: Preussisch-Schlesische Civil-, Medicinal- und Sanitäts-Verfassung. Breslau 1800, zwei Bände
- John Quincy Adams: Briefe über Schlesien: geschrieben auf einer in dem Jahre 1800 durch dieses Land unternommenen Reise. Breslau 1805, Verlag Johann Gottfried Korn
- August Heimbert Hinze: Altwasser und seine Heilquellen. Breslau 1805